# 伦德 (奥地利)
伦德（德語：Lend）是奥地利萨尔茨堡州滨湖采尔县的一个市镇。总面积29.37平方公里，总人口1530人，人口密度52.1人/平方公里（2005年）。